# Echoes: The Best of Pink Floyd
Echoes: The Best of Pink Floyd är ett samlingsalbum av brittiska rockbandet Pink Floyd, utgivet 5 november 2001 i Storbritannien och 6 november 2001 i USA.

## Låtlista

### Skiva ett
1. "Astronomy Domine" - 4:10
2. "See Emily Play" - 2:47
3. "The Happiest Days of Our Lives" - 1:38
4. "Another Brick in the Wall, Pt. 2" - 4:01
5. "Echoes" - 16:30
6. "Hey You" - 4:39
7. "Marooned" - 2:02
8. "The Great Gig in the Sky" - 4:40
9. "Set the Controls for the Heart of the Sun" - 5:20
10. "Money" - 6:29
11. "Keep Talking" - 5:57
12. "Sheep" - 9:46
13. "Sorrow" - 8:45

### Skiva två
1. "Shine on You Crazy Diamond (Pts. 1-7)" - 17:32
2. "Time" - 6:48
3. "The Fletcher Memorial Home" - 4:07
4. "Comfortably Numb" - 6:53
5. "When the Tigers Broke Free" - 3:42
6. "One of These Days" - 5:14
7. "Us and Them" - 7:51
8. "Learning to Fly" - 4:50
9. "Arnold Layne" - 2:52
10. "Wish You Were Here" - 5:21
11. "Jugband Blues" - 2:56
12. "High Hopes" - 6:59
13. "Bike" - 3:24